# Canadian Museum of Nature

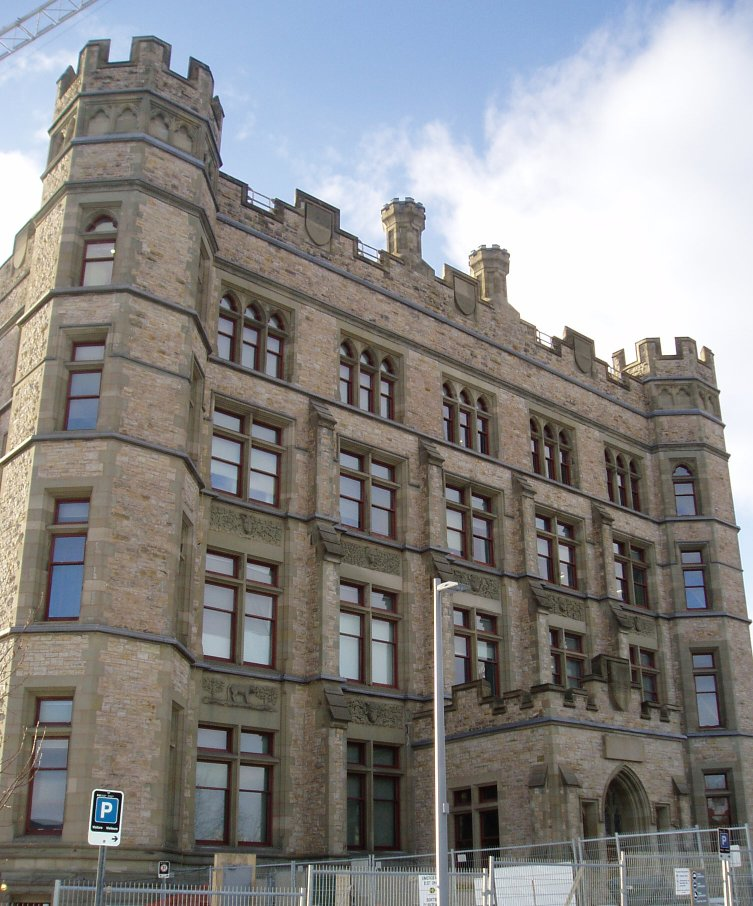
Canadian Museum of Nature.

Canadian Museum of Nature (Musée canadien de la nature) är ett naturhistoriskt museum i Ottawa, Kanada, grundat 1856.